# Cherry Bounce
El Cherry Bounce (/'tʃɛri 'baʊns/; algo así como «cereza vigorosa») es un licor hecho al infusionar brandy con cerezas y azúcar. Algunas recetas usan ron, whisky o vodka en lugar de brandy.
La aldea inglesa de Frithsden afirma ser el lugar de origen del Cherry Bounce.
Un carril que conduce a Old High Street en la cercana Hemel Hempstead se llama Cherry Bounce y se muestra que tenía este nombre en mapas que datan de principios del siglo XIX. La bebida, sin embargo, es al menos un siglo mayor. Cherrybounce se registra como el apodo de un individuo anónimo en un informe de la Cámara de los Lores en 1670.
El licor, que es popular en algunas partes de los Estados Unidos, también tiene una larga historia allí. Se encontró una receta entre los periódicos de Martha Washington. Se dice que fue una de las bebidas favoritas de George Washington.